# Mirak
Mirak – wieś w Armenii, w prowincji Aragacotn. W 2011 roku liczyła 125 mieszkańców.